# Pârâul Dumbrăvilor
Pârâul Dumbrăvilor este un curs de apă, afluent al râului Pusta. 

## Hărți
- Harta munții Apuseni